# St. Pius-St. Hedwig-Friedhof

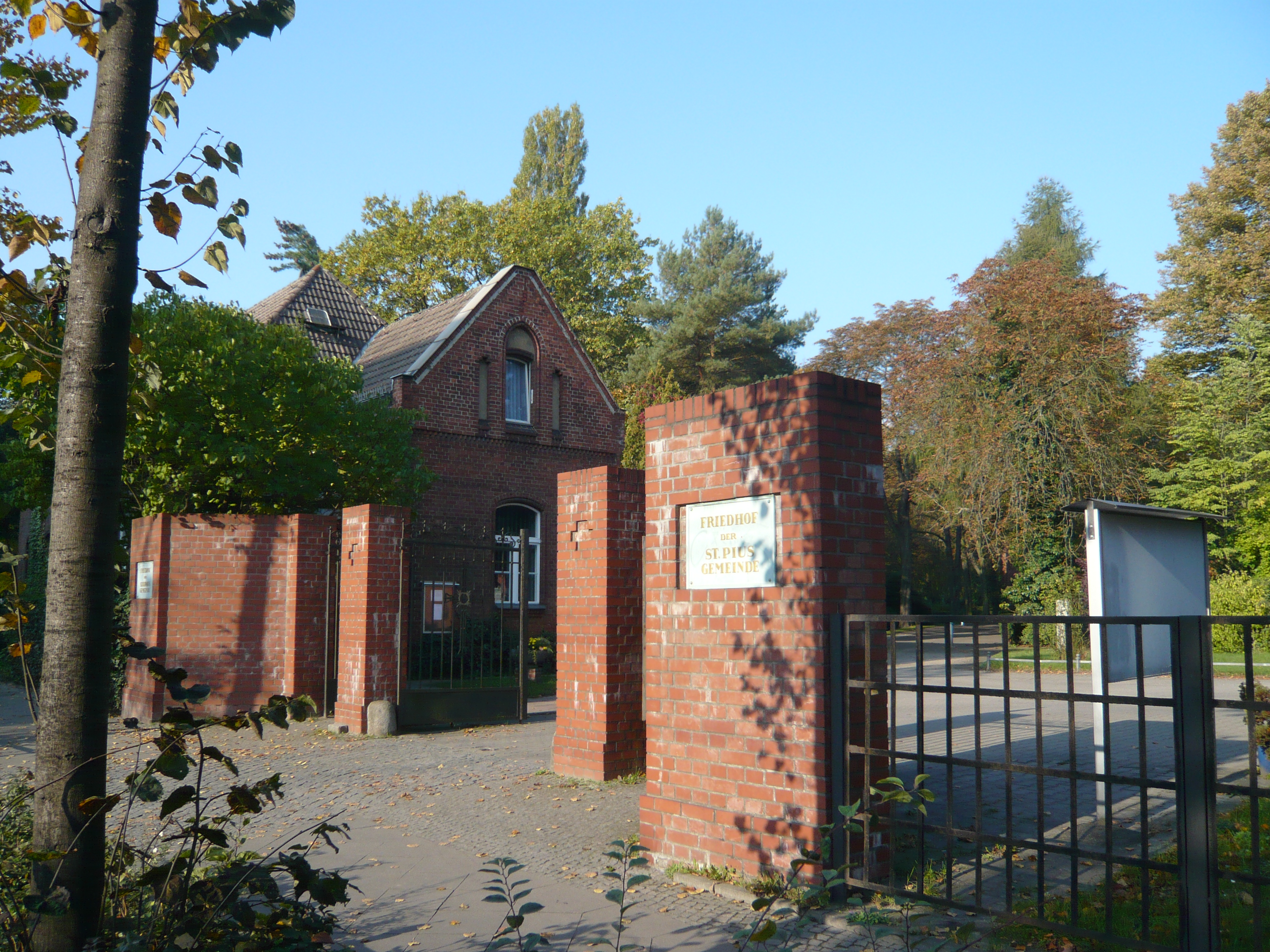
Friedhofseingang

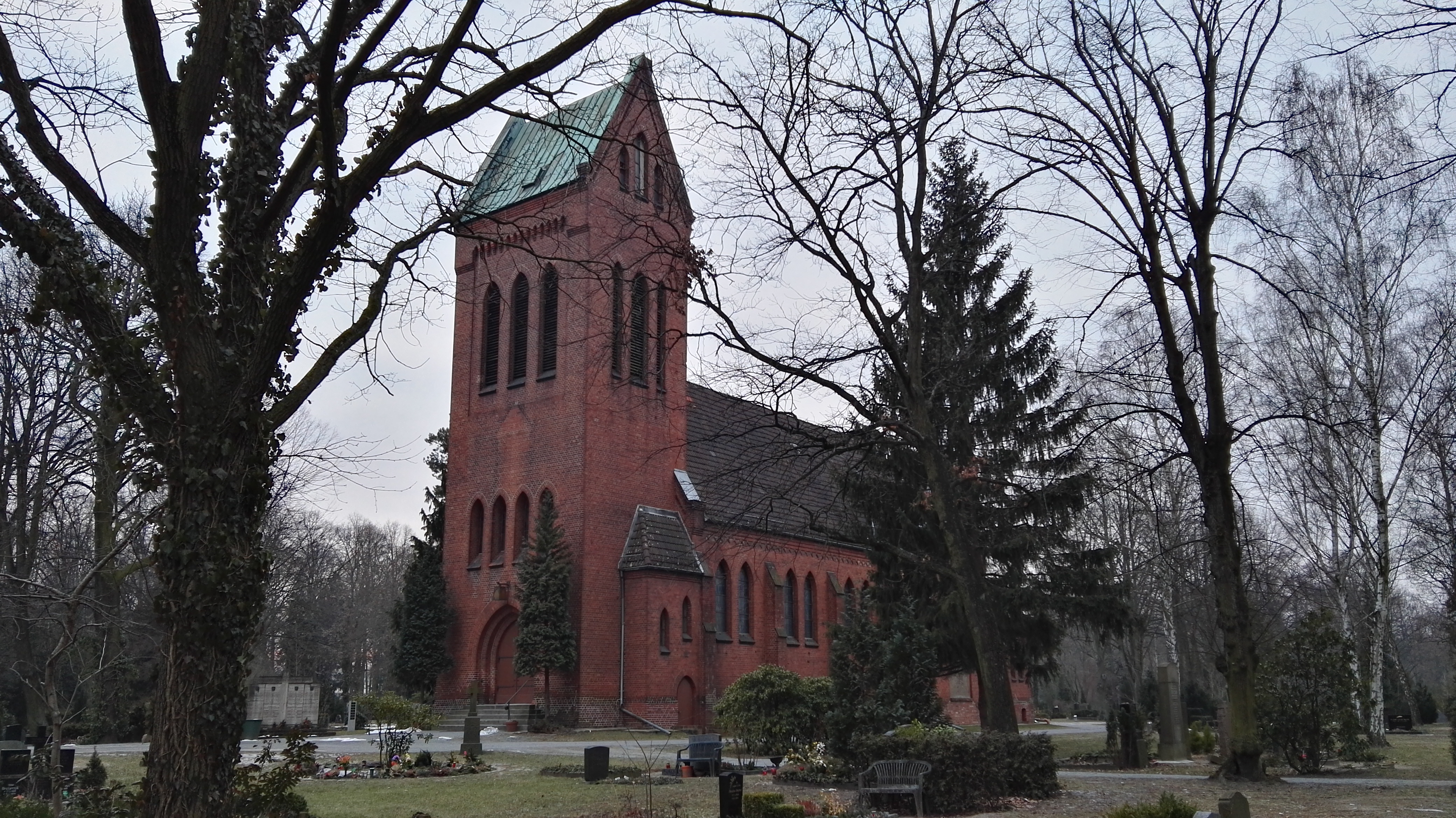
Friedhofskapelle

Der St. Pius-St. Hedwig-Friedhof ist ein katholischer Friedhof in Berlin-Alt-Hohenschönhausen. Er besteht aus zwei Friedhofsteilen, dem St. Pius-Friedhof und dem St. Hedwig-Friedhof IV. Beide sind jeweils 6,4 ha groß. Sie befinden sich in Trägerschaft der Katholischen Pfarrei Bernhard Lichtenberg Berlin-Mitte und werden von ihr verwaltet. Der Friedhof steht unter Denkmalschutz.

## Lage und Beschreibung

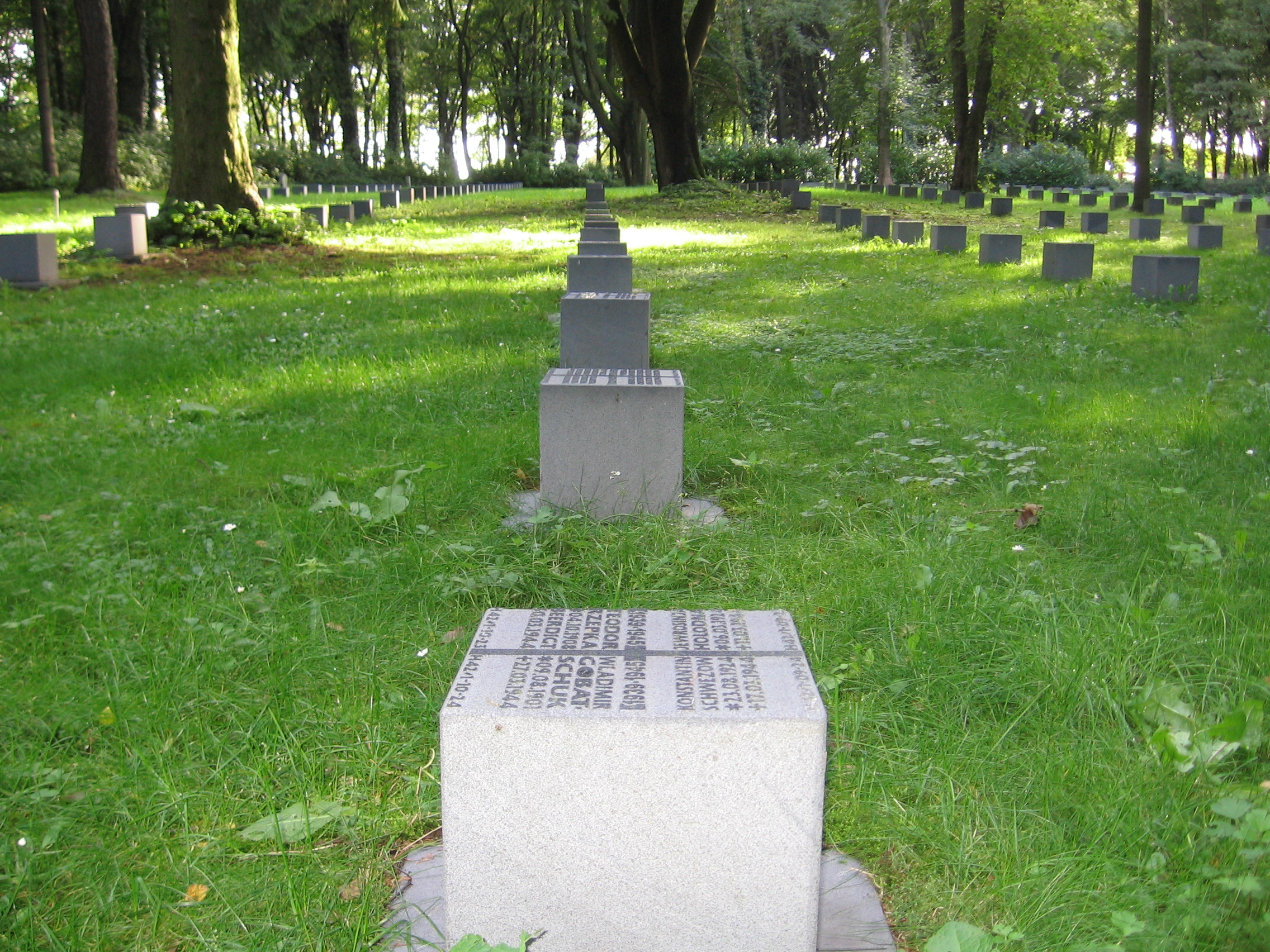
Ehrenhain für Kriegsopfer

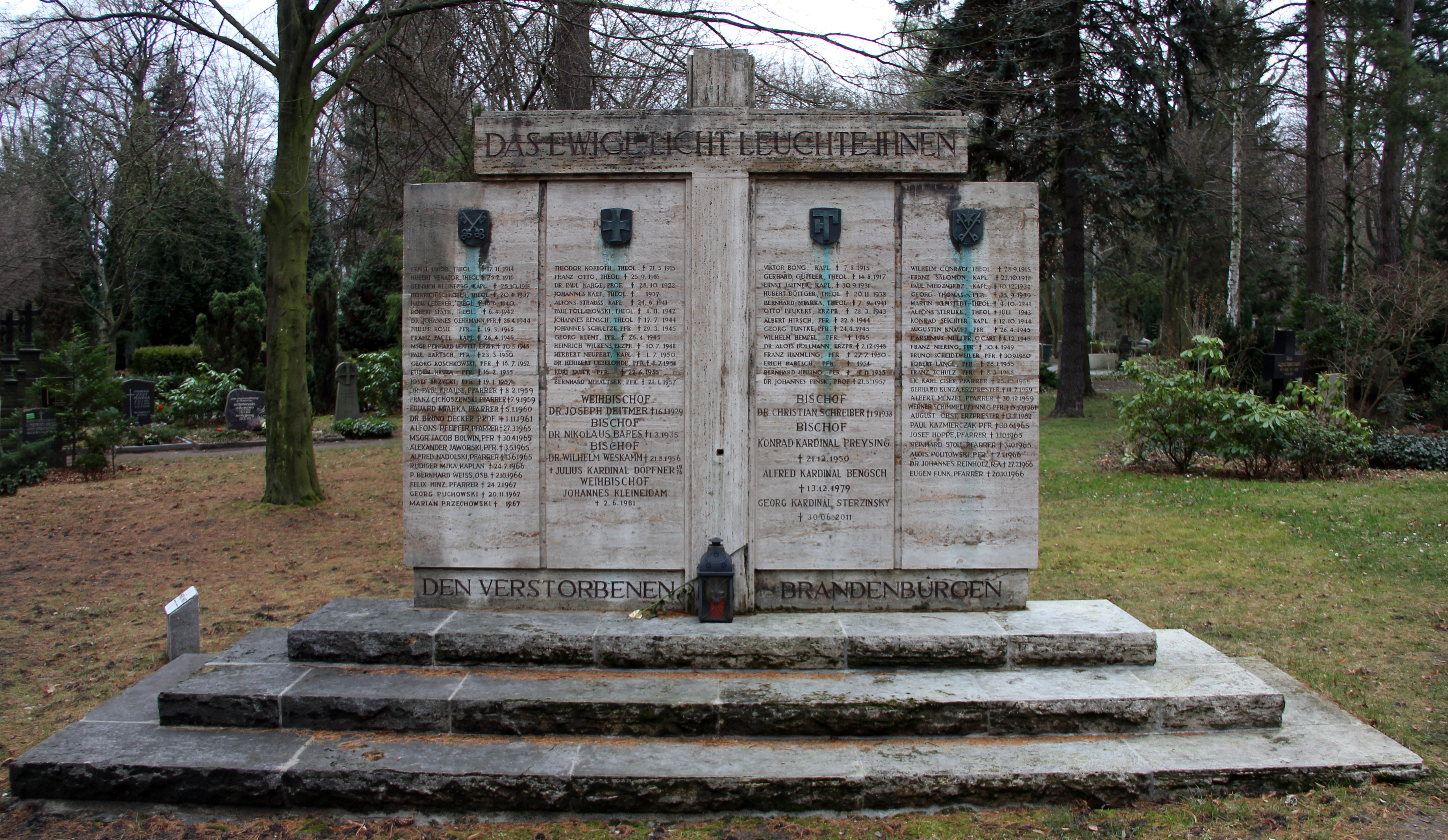
Gedenkstele für verstorbene Bischöfe und Pfarrer

Der Friedhof liegt an der Konrad-Wolf-Straße 31–32 in Berlin-Alt-Hohenschönhausen. Er wird an seiner Südwestseite durch den evangelischen St. Andreas-St. Markus-Friedhof sowie im Nordosten durch die Kleingartenanlage Roedernaue 1916 und die Grundstücke der Roedernstraße begrenzt.
Der Friedhof wurde 1890 angelegt. Auf ihm befinden sich über 2000 Einzelgräber der Opfer von Krieg und Gewaltherrschaft, auf dem St. Hedwig-Friedhof gibt es Ehrenhaine für belgische, niederländische und sowjetische Kriegsopfer.
Die Friedhofskapelle (auch Kreuzkirche oder Heilig-Kreuz-Kapelle) auf dem St. Piusfriedhof wurde nach Plänen Adolf Bürckners 1905–1907 im neugotischen Stil erbaut. Der für eine Friedhofskapelle ungewöhnlich große Backsteinbau wurde 1932 für die Mitnutzung durch die 1931 gegründete Heilig-Kreuz-Gemeinde als Pfarrkirche umgebaut und nochmals 1967 sowie 1984. 1988 zog die Heilig-Kreuz-Gemeinde in ihre eigene Kirche am Malchower Weg, seither wieder nur Friedhofskapelle.

## Bestattete Persönlichkeiten
- Gottfried Brunner (1875–1962), katholischer Theologe
- Wilhelm Koch-Hooge (1916–2004), Schauspieler
- Herbert Stöß (1923–2006), Generalmajor des Ministeriums für Staatssicherheit der DDR
- Heinz Dieter Tschörtner (1932–2023), Verlagslektor und Herausgeber
- Wolfgang Weider (1932–2024), Weihbischof im Erzbistum Berlin
- Johannes Kleineidam (1935–1981), Weihbischof im Bistum Berlin
- Jürgen Dummer (1935–2011), klassischer Philologe
- Alexander Georgiew (1940–2012), Maler
- Ilse Tschörtner (1942–2022), Übersetzerin und Nachdichterin russischer Literatur
- Helmut Lück (1945–2024), Journalist